# Moulins-sur-Céphons
Moulins-sur-Céphons là một xã ở tỉnh Indre khu vực trung bộ Pháp. Xã này có diện tích 32,17 km², dân số thời điểm năm 1999 là 320 người. Khu vực này có độ cao trung bình 125 mét trên mực nước biển.